# Zygmunt Wierzbowski (1904–2002)
Zygmunt Wierzbowski pseud. Zyg, Konary, Nenufar (ur. 23 kwietnia 1904 w Warszawie, zm. 10 lipca 2002 tamże) – polski inżynier elektryk, instruktor harcerski, harcmistrz.

## Życiorys
Zygmunt Wierzbowski w dzieciństwie przeniósł się do Zagłębia Dąbrowskiego. Mając 11 lat, w czasie nauki szkolnej wstąpił do Zagłębiowskiej Drużyny Skautowej w Będzinie (później 6 Zagłębiowska Drużyna Harcerzy im. Zawiszy Czarnego).
Zdał egzamin na Wydział Nawigacyjny pierwszego kursu Oficerskiej Szkoły Morskiej w Tczewie. Przerwał naukę i zgłosił się ochotniczo do Wojska Polskiego. W spieszonych oddziałach Marynarki Wojennej uczestniczył w walkach kompanii kartaczownic 1 Batalionu Morskiego i wziął udział w bitwie warszawskiej w 1920 roku.
Po ukończeniu Szkoły Morskiej, otrzymaniu nominacji oficerskiej w 1924 roku wrócił do Warszawy i zdał na Wydział Elektryczny Politechniki Warszawskiej. Po ukończeniu studiów został w 1936 roku kierownikiem technicznym sieci Elektrowni Okręgu Warszawskiego.
Jego pasją było harcerstwo. Zaraz po powrocie do Warszawy objął szkolenia techniczne, a następnie szefostwo Wydziału Wizytacji drużyn harcerskich Chorągwi Stołecznej. Został również drużynowym 16 WDH im. Zawiszy Czarnego. Około 1926 roku objął Hufiec Śródmieście, a następnie ponownie Wydział Wizytacji.
We wrześniu 1939 roku dołączył do Samodzielnej Grupy Operacyjnej „Polesie” pod dowództwem gen. Franciszka Kleeberga. W oddziale łączności uczestniczył w bitwie pod Kockiem, dostał się do niemieckiej niewoli, z której uciekł i wrócił do Warszawy. Był żołnierzem ZWZ-AK, a w czasie powstania warszawskiego – oficerem (w stopniu porucznika) Wojskowej Służby Ochrony Powstania. W powstaniu, jako por. „Konary”, „Nenufar” był oficerem do zadań specjalnych płk. Antoniego Chruściela „Montera” i żołnierzem Batalionu „Wigry”. Wyszedł z Warszawy z ludnością cywilną.
Po wojnie pracował w „Energoprojekcie”, a następnie – w energetyce wielkiej chemii.
Pochowany na cmentarzu Powązkowskim w Warszawie (kwatera 194-3-21).

## Odznaczenia
- Krzyż Kawalerski Orderu Odrodzenia Polski
- Złoty Krzyż Zasługi
- Krzyż Walecznych
- Srebrny Krzyż Zasługi z Mieczami
- Medal Wojska z czterema okuciami
- Krzyż Armii Krajowej
- Medal za Warszawę 1939–1945
- Krzyż Partyzancki
- Srebrny Krzyż Zasługi
- Krzyż „Za Zasługi dla ZHP” (1994)
- Złota Odznaka Honorowa Stowarzyszenia Elektryków Polskich i Naczelnej Organizacji Technicznej[1].

## Życie prywatne
Zygmunt Wierzbowski był synem Władysława, lekarza, i Agnieszki. Miał o dwa lata starszego brata, Witolda. W 1933 roku ożenił się z Ireną Rudolf, z którą miał dwóch synów, w tym Macieja Zygmunta.